# Chauvenet (cráter)

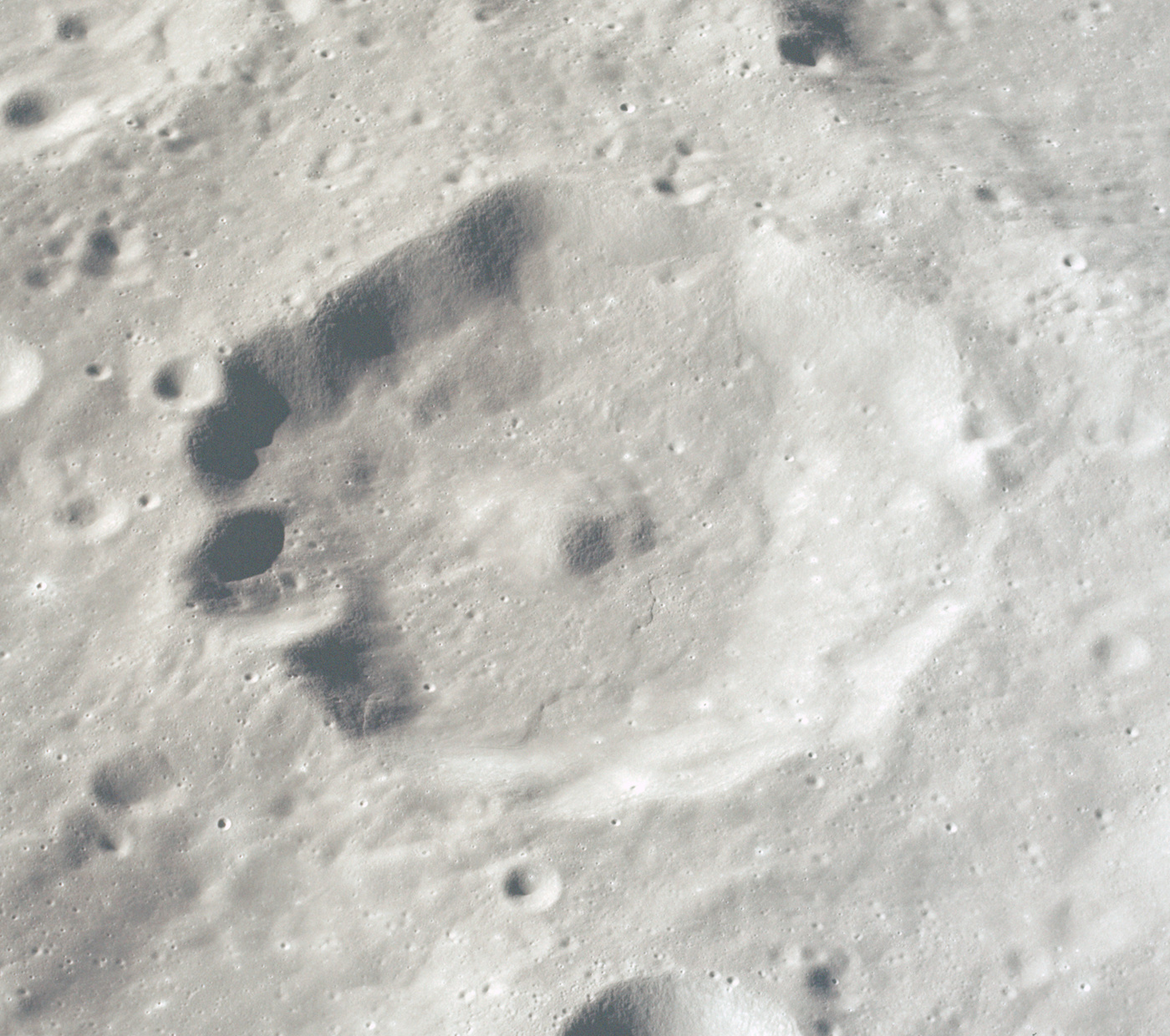
Vista oblicua de Chauvenet Q desde el Apolo 17.

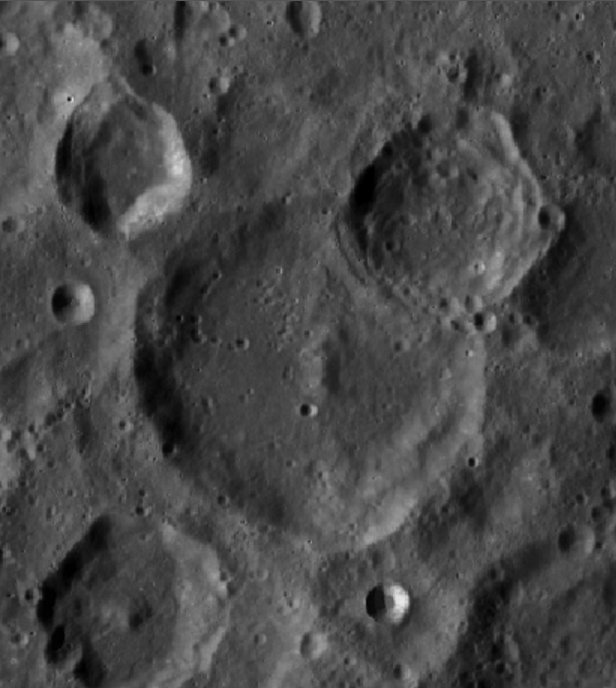
Fotografía de la misión
Lunar Reconnaissance Orbiter.

Chauvenet es un cráter de impacto que se encuentra al noreste del prominente cráter Tsiolkovskiy en la cara oculta de la Luna. A menos de un diámetro de Chauvenet, hacia el noroeste, aparece el cráter Ten Bruggencate.
|  |

El borde de este cráter es más o menos circular, con el cráter satélite Chauvenet C que cubre el lado noreste e invade su interior. Una cresta se extiende desde el lado occidental de este elemento hasta alcanzar el punto medio del interior de Chauvenet. El resto de la planta está marcada por un buen número de pequeños cráteres. Presenta una acumulación de material desplomado formando una terraza a lo largo de la pared interior del sureste. El resto de la pared interior es de forma algo irregular.

## Cráteres satélite
Por convención estos elementos son identificados en los mapas lunares poniendo la letra en el lado del punto medio del cráter que está más cerca de Chauvenet.
|           | \| Chauvenet \| Coordenadas \| Diámetro \| \| --------- \| ------------------------------- \| -------- \| \| C \| 10°24′S 138°00′E / -10.4, 138.0 \| 48 km \| \| D \| 10°36′S 139°42′E / -10.6, 139.7 \| 14 km \| \| E \| 11°24′S 140°42′E / -11.4, 140.7 \| 27 km \| \| G \| 12°42′S 141°00′E / -12.7, 141.0 \| 26 km \| \| J \| 13°54′S 139°18′E / -13.9, 139.3 \| 77 km \| \| L \| 13°18′S 137°30′E / -13.3, 137.5 \| 10 km \| \| P \| 14°30′S 135°48′E / -14.5, 135.8 \| 12 km \| \| Q \| 13°18′S 135°24′E / -13.3, 135.4 \| 42 km \| \| S \| 12°18′S 134°24′E / -12.3, 134.4 \| 38 km \| \| U \| 11°00′S 135°12′E / -11.0, 135.2 \| 11 km \| |          |
| Chauvenet | Coordenadas | Diámetro |
| C         | 10°24′S 138°00′E / -10.4, 138.0 | 48 km    |
| D         | 10°36′S 139°42′E / -10.6, 139.7 | 14 km    |
| E         | 11°24′S 140°42′E / -11.4, 140.7 | 27 km    |
| G         | 12°42′S 141°00′E / -12.7, 141.0 | 26 km    |
| J         | 13°54′S 139°18′E / -13.9, 139.3 | 77 km    |
| L         | 13°18′S 137°30′E / -13.3, 137.5 | 10 km    |
| P         | 14°30′S 135°48′E / -14.5, 135.8 | 12 km    |
| Q         | 13°18′S 135°24′E / -13.3, 135.4 | 42 km    |
| S         | 12°18′S 134°24′E / -12.3, 134.4 | 38 km    |
| U         | 11°00′S 135°12′E / -11.0, 135.2 | 11 km    |